# Pi d'Àries
Pi d'Àries (π Arietis) és un sistema estel·lar de la constel·lació d'Àries. Està aproximadament a 603 anys llum de la Terra.
La component primària, π Arietis A, és una binària espectroscòpica que està classificada com a nana de la seqüència principal blanca-blava del tipus B de la magnitud aparent +5,26. Les seves dues components tenen un període orbital de 3,85 dies i estan separades aproximadament 0,00004 segons d'arc. A 3,2 segons d'arc de la binària s'hi troba π Arietis B, que és una estrella blanca de la seqüència principal del tipus A de la magnitud aparent +8,8. És probablement una companya òptica. A 25,2 segons d'arc d'A hi ha π Arietis C, que és una estrella de la seqüència principal blanca-groga de la magnitud +10,9 del tipus F.